# Baia di Montevideo
La baia di Montevideo (in spagnolo: Bahía de Montevideo) è la baia intorno alla città di Montevideo, in Uruguay nel Río de la Plata. In precedenza è stata nominata da Pedro de Mendoza come "Bahía de la Candelaria".

## Descrizione
La baia ha una forma rotonda, circa due chilometri e mezzo di diametro con la bassa marea e una porta molto sicura per le barche con un pescaggio profondo. Sul lato ovest, il Cerro de Montevideo è incoronato dalla fortezza omonima con un faro che domina il paesaggio.

## Porto

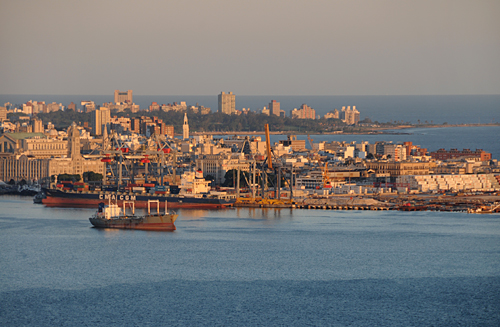
Vista parziale della città dal Cerro de Montevideo; in primo piano, il porto.

Il porto di Montevideo riceve ogni anno molti passeggeri e merci. È uno dei principali porti del Sud America e svolge un ruolo molto importante nell'economia dell'Uruguay. La vicinanza del porto ha contribuito all'installazione di varie industrie nell'area circostante la baia, in particolare alle attività di import / export e alle attività legate al lavoro portuale e navale. A causa della densità dello sviluppo industriale nell'area circostante il porto, la popolarità residenziale è relativamente bassa. I principali problemi ambientali sono la sedimentazione subacquatica e la contaminazione di aria e acqua.
Il porto è cresciuto rapidamente e costantemente ad un tasso medio annuo del 14% a causa di un aumento del commercio estero. La città ha ricevuto un prestito di 20 milioni di dollari dalla Banca Interamericana di Sviluppo per modernizzare il porto, aumentarne le dimensioni e l'efficienza e consentire minori costi di trasporto marittimo e fluviale.